# Szociális attitűd
A szociális attitűd tanult hajlandóság, az értékhordozó szociális-kulturális objektumokra vonatkozó értékelő viszonyulást jelenti. Szervezi, szabályozza a szociális valóság jelenségeinek megismerését, a rájuk irányuló viselkedést. Az egyén értékrendje tükröződik benne. Érzelmi, gondolati, és az ezekből eredő viselkedési összetevői vannak. A szociális attitűdök hierarchikus rendszerben helyezkednek el, melyet az érzelmek strukturálnak.

## Az attitűd általános fogalma
Az attitűd tapasztalat révén szerveződött mentális és idegi készenléti állapot, mely irányító vagy dinamikus – késztető, mozgósító hatást gyakorol az egyén reagálására mindazon tárgyak és helyzetek irányában, amelyekre az attitűd vonatkozik.

## A szociális attitűd
A szociális attitűd a nem tudatos, rejtett hajlandóság értékelő jellegű viselkedésre tetszőleges „szociális-kulturális” tárggyal szemben. (A tárgy itt jelenthet például dolgot, intézményt, társat vagy elvont létezőt is.) Nem maga a nyílt viselkedés, hanem annak élményháttere. Értékelő viszonyulás, értékelő beállítódás, amely szervezi, szabályozza a szociális valóság jelenségeinek megismerését, a rájuk irányuló viselkedést, mintegy irányt ad azoknak.
A szociális attitűdök tanult hajlandóságok, az egyéni élettörténet termékei, a társas-társadalmi környezet közvetítésével alakulnak ki. A személyiséget alakító környezet aspektusából tekintve az fejeződik ki bennük, hogy a kisebb-nagyobb társadalmi csoportok – megfogalmazott vagy kimondatlanul érvényesülő értékrendszere miképpen hatol be és tükröződik az egyén érzelmeinek és gondolatainak világában. Az egyén felől nézve pedig azt mutatják meg, hogy érzelem és gondolat egymást átszőve, együttesen hogyan szabályozzák az egyén magatartását, a valósághoz való viszonyát.

## Az értékelő viszonyulás komponensei
Az értékelő beállítódást összetétele illetve összetettsége különbözteti meg a vélekedéstől vagy tudástól, amelyek csupán kognitív természetűek. Többnyire három komponensét különítik el: a kognitív, az affektív és a viselkedési készenlét (konatív) összetevőt.
A tárgy tulajdonságaira, más tárgyakhoz való viszonyára vonatkozó ismeretek, vélekedések, "értékelő gondolatok" képezik a kognitív, a tárgyra irányuló érzelmek pedig az affektív összetevőjét. S az érzelmek és gondolatok együttese mint viselkedési tendencia irányítja az adott tárggyal kapcsolatos viselkedést. Affektív természeténél fogva az attitűdöknek pozitív vagy negatív minősége, s e minőségeken belül különböző fokozatai lehetnek – a teljes elfogadástól a szélsőséges elutasításig. A különböző szemléletű szerzők más-más jelentőséget tulajdonítanak a kognitív és a viselkedési komponensnek. Megegyező pontjuk azonban az affektív összetevő feltétlen jelenléte az attitűdben.
Az értékelő viszonyulás összetevői közötti kapcsolat alapkérdése a kutatásoknak. Többnyire igazolódott az a feltevés, hogy a szociális attitűd három komponense együtt alakul, érzelmi, gondolati, és viselkedési összetevői "előjelükben" egymással konzisztensek, egymáshoz igazodnak.
Ha valami külső hatásra össze nem illés -inkonzisztencia- lép fel közöttük, a megegyezés irányában változnak. A tárggyal kapcsolatos későbbi ismeretek befogadását, beépítését, a még nem ismert jellemzőire való következtetést, a vele kapcsolatos összefüggések feltételezését – s ebből adódóan a tárgyra irányuló jövőbeni viselkedést is – az értékelések összhangjára törekvés szabályozza.
Osgood megállapítása szerint működik az emberben egy többé-kevésbé erős törekvés, amely az egymással összefüggő értékelések összehangolására késztet. Az összhang felbomlása kellemetlen belső feszültséget okoz, s olyan pszichológiai történéseket indít el, amelyek újból helyreállítják azt.

## Az attitűdök személyiségen belüli szerveződése
Az attitűdök a személyiség egészébe ágyazódnak be. Szoros kapcsolatban vannak az egyén szükségleteivel és értékrendjével, egész tárgyköröket átfogó rendszert alkotnak, együtt járnak bizonyos személyiségjegyek egész együttesével.
A komplex attitűdtárgyakhoz való viszony az egyén pszichikumban igen bonyolultan rögzül, nem egy-egy attitűdben, hanem attitűdök egész együttesében. Minél centrálisabb az adott tárgy, azaz minél nagyobb szerepe van a személyiség belső világában, a hozzá való viszonyulás annál inkább összefügg több másikkal.
Az egyedi attitűdöknek ezeket a hierarchikusan szerveződő együtteseit kognitív rendszernek nevezik. Értékelési rendszerek ezek, amelyeknek legfőbb jellemzője az érzelmek strukturáló szerepe. Szerkezetük és működésük egyénre, illetve személyiségtípusra jellemző vonásokat mutat. A tipikus működési módokat, szabályszerűségeket a kognitív stílus fogalma jelöli. Tipikus működési módok például az azonnali konzisztenciára – összhangra törekvés, vagy a komplexitás preferenciájára.

## Attitűdök és értékek
Az attitűdöknek a személyiség egészéhez való tartozása fejeződik ki az értékekkel való kapcsolatukban is. A szociális attitűdök értékhordozó szociális-kulturális objektumokra vonatkozó preferenciák, ezért az illető tárgyak szubjektív megítélésében a személyiség értékei nyilvánulnak meg. Az attitűdben tehát a személyiség értékei fejeződnek ki. Mivel az értékelés az attitűdök esetében mindig valamely tárgyra vagy azok osztályára vonatkozik, ezért a személyiségnek az értékekhez való viszonya közvetetten tükröződik. Az attitűdök és értékek nem azonos szintű képződmények. Az értékek központibbak mint az attitűdök. A személy valamely központi értéke több attitűdben is megnyilvánulhat. Ugyanakkor egy attitűd több érték kifejezője is lehet.
Az egymással összefüggő értékelő viszonyulások rendszert alkotnak, s az egyén értékeinek egész együttesét, akár központi értékrendszerét fejezhetik ki. Hunyady György az értékek felől indulva közelíti meg az értékek és attitűdök kapcsolatát: az életmódra és az életcélokra utaló értékek (ahogyan és amiért élni érdemes) az attitűdnél magasabb szintű szerveződést alkotnak, a személyiség célkijelölő, viselkedésirányító szerepét képezik, s több célmegvalósító attitűdöt határoznak meg. Kognitív szinten képviselik az egyéni és társadalmi szükségleteket.

## Az attitűd és a viselkedés
Bár a szociális attitűdöt viselkedési hajlandóságként határozzák meg, az attitűdök és a viselkedés között mégsincs "egy az egyhez" típusú megfelelés. Az attitűddinamikai elméletek szerint a kognitív, affektív és viselkedési komponensek között van ugyan bizonyos együtt járás, a tárgyra vonatkozó attitűdből mégsem jósolható meg biztonságosan a rá irányuló viselkedés.
Hunyady György szerint nem az egyes attitűdök és egyes cselekedetek között kell megfeleltetést keresni, hanem egy attitűd együttes (konstelláció) ismerete alapján jósolható meg a bekövetkező viselkedést.